# Người Abkhaz
Người Abkhaz hay người Abkhazia (tiếng Abkhaz: Аԥсуаа, Aṕswaа) là một nhóm dân tộc Tây Bắc Kavkaz, chủ yếu sống ở Abkhazia, một khu vực đang có những tranh chấp trên bờ biển phía đông bắc Biển Đen. Một lượng lớn cộng đồng người Abkhaz cư trú ở Thổ Nhĩ Kỳ, có nguồn gốc nằm trong các cuộc di chuyển dân cư từ Kavkaz vào cuối thế kỷ 19. Nhiều người Abkhaz cũng sống ở các khu vực khác của Liên Xô cũ, đặc biệt là ở Liên bang Nga và Ukraina.

Vùng đông người Abkhaz

Tổng dân số người Abkhaz có những số liệu khác nhau, được ước tính cao nhất là trên 748 ngàn người, trong đó có thể có việc tính các hậu duệ Abkhaz di cư. Trang Joshua Project ước tính năm 2019 có trên 305.400 người, cư trú tại 6 nước, trong đó đông nhất ở Thổ Nhĩ Kỳ, Abkhazia và Liên bang Nga.
Tên tự gọi của người Abkhaz là Аԥсуаа, theo tiếng Abkhaz có nghĩa là "người của nước", và được suy rộng là "người của đất nước nhiều nước".
Người Abkhaz nói tiếng Abkhaz, ngôn ngữ thuộc Ngữ hệ Tây Bắc Kavkaz.
Tôn giáo của người Abkhaz chủ yếu là Chính thống giáo phương Đông ở Nga, và biến thể  "Chính thống giáo Abkhazia" ở vùng Abkhazia , và Hồi giáo Sunni ở vùng thịnh hành Hồi giáo.

## Các hình ảnh

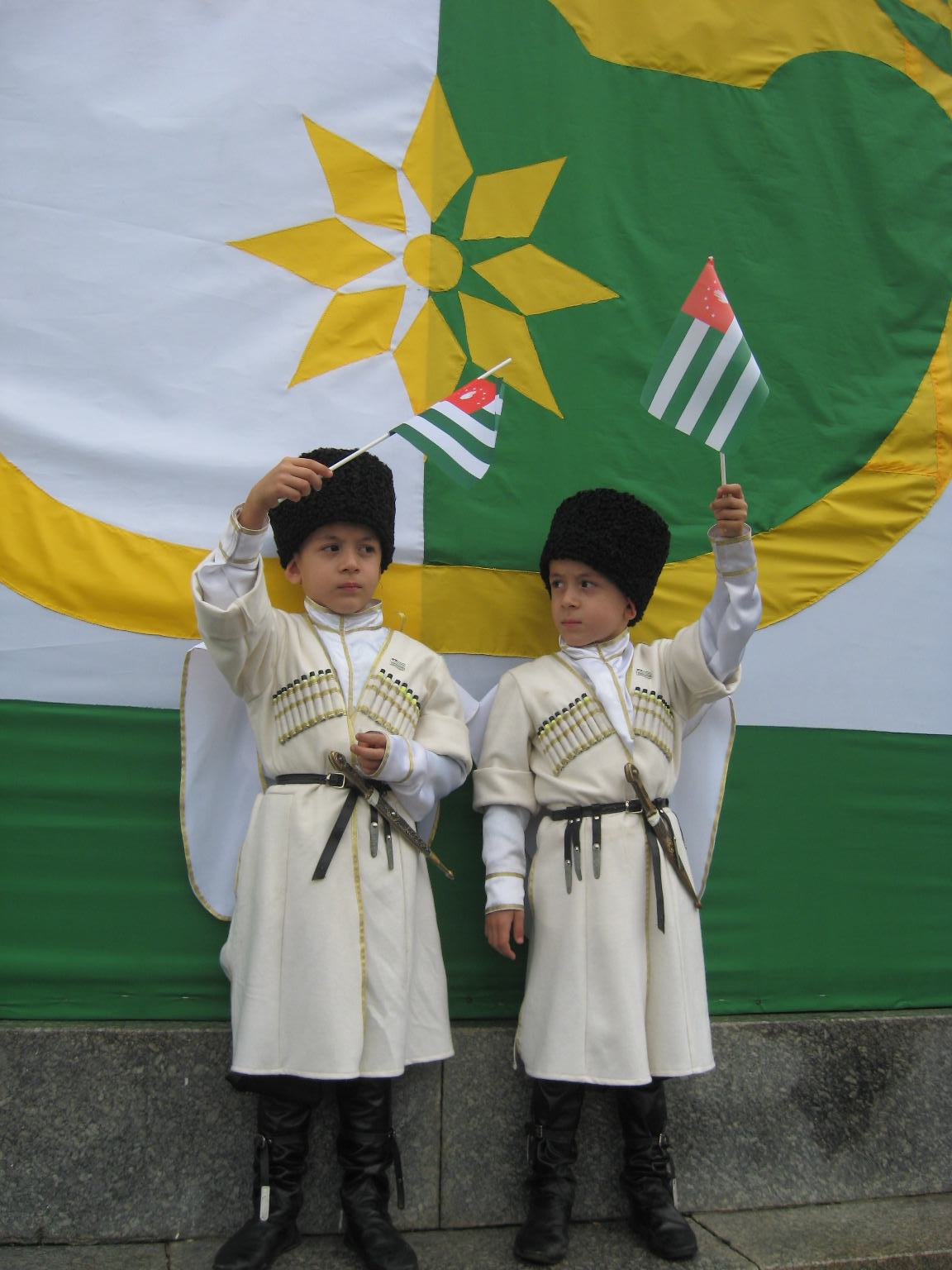
Trẻ em vẫy cờ Abkhazia
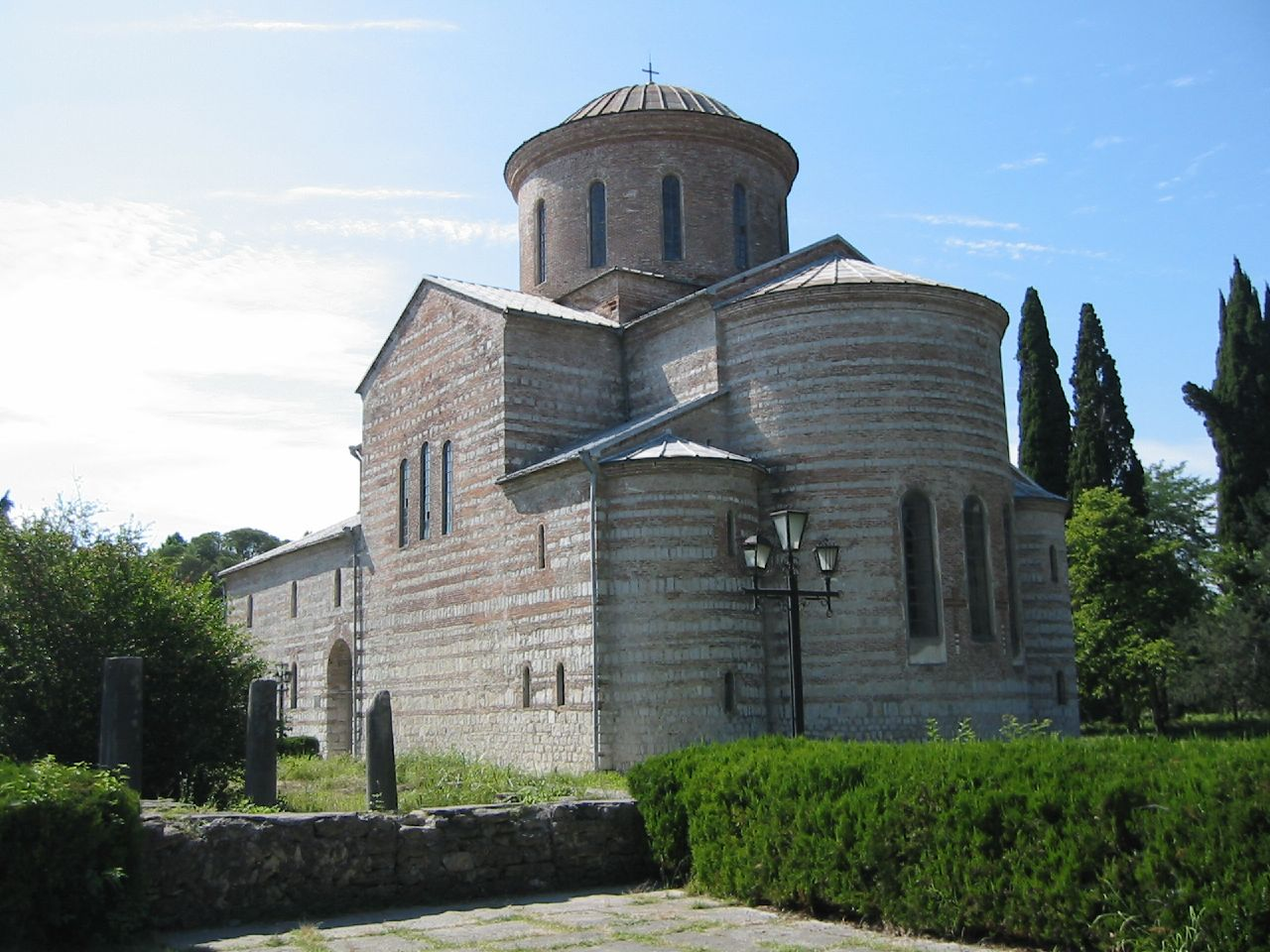
Nhà thờ Pitsunda
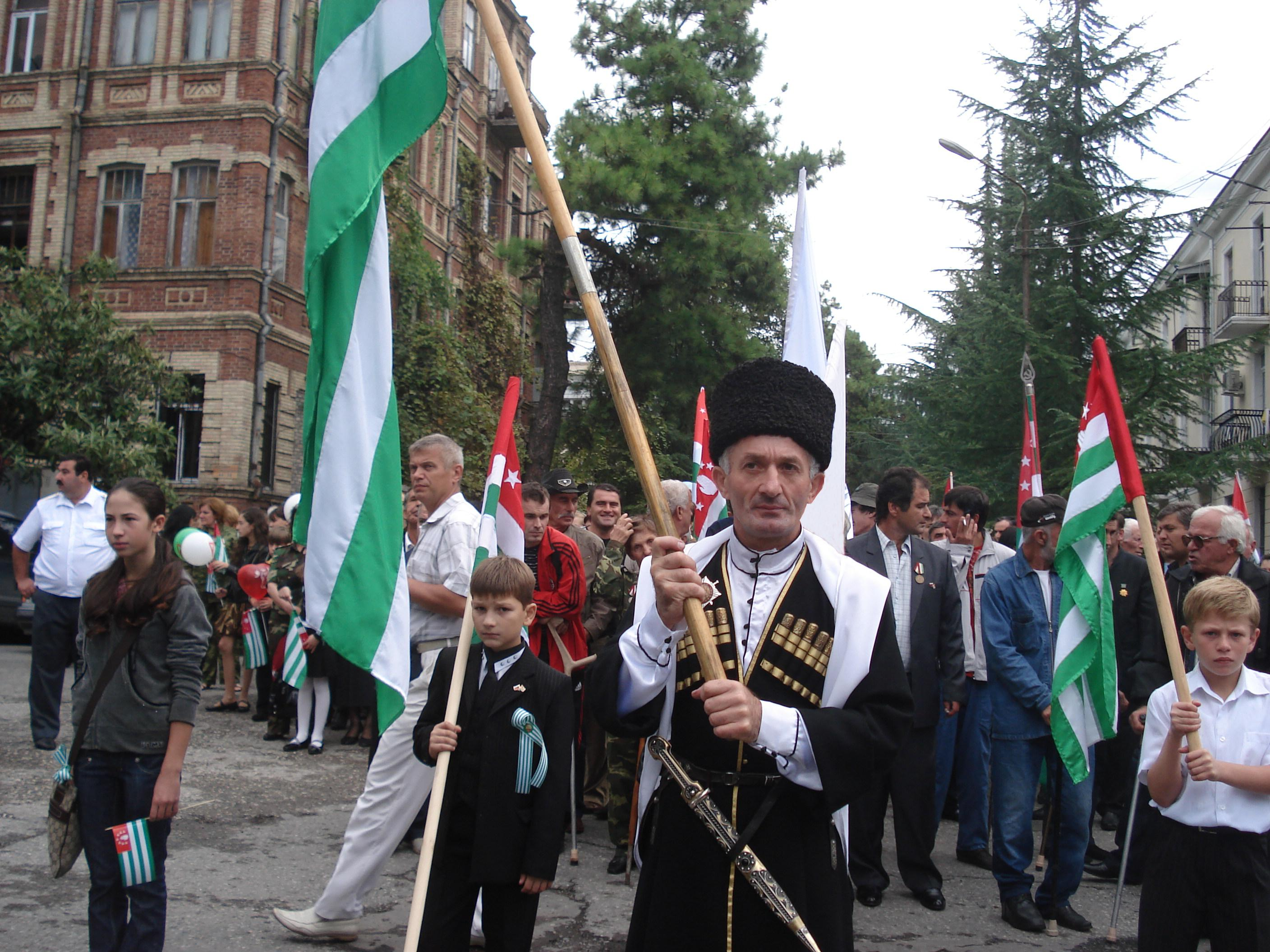
Diễu hành trưng bày cờ Abkhazia
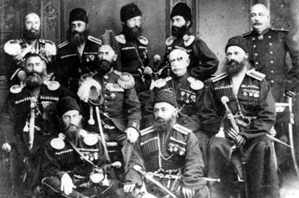
Abkhaz và các tướng lĩnh Gruzia
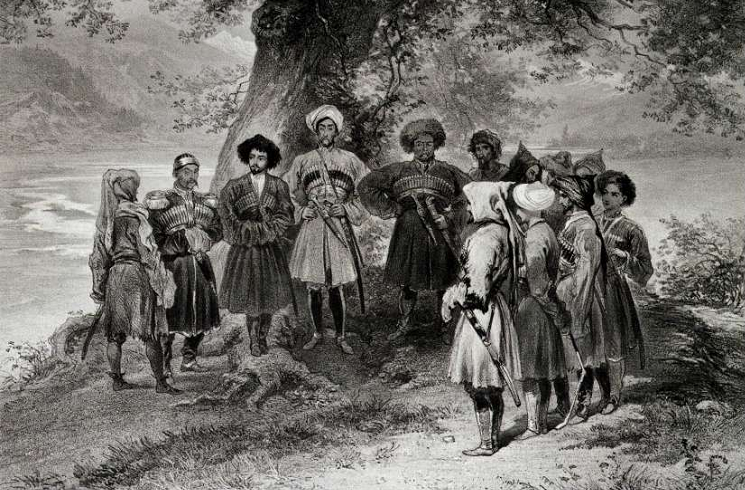
Hội nghị của giới quý tộc Abkhazian năm 1839
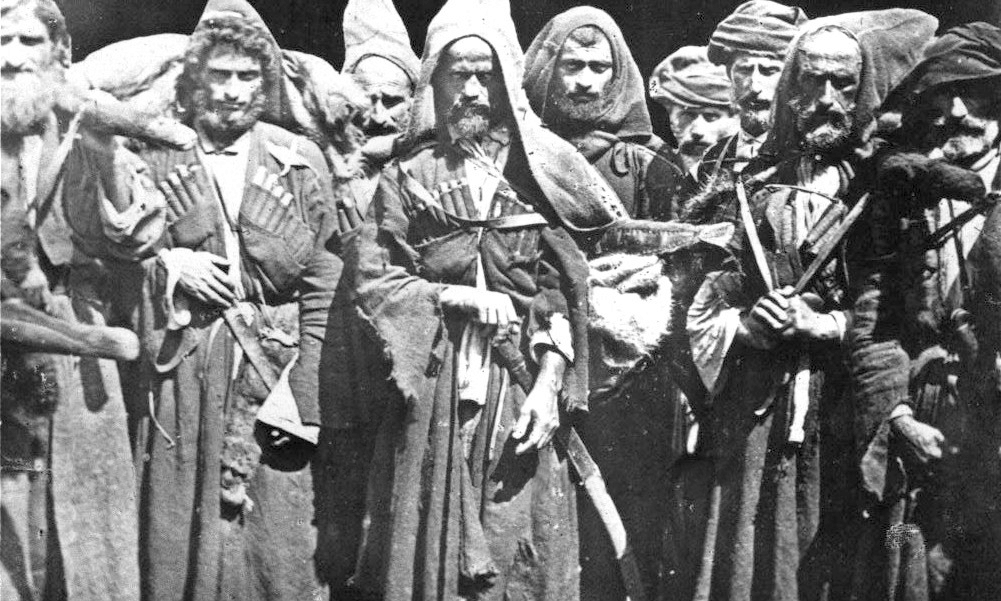
Abkhaz giữa thế kỷ 19
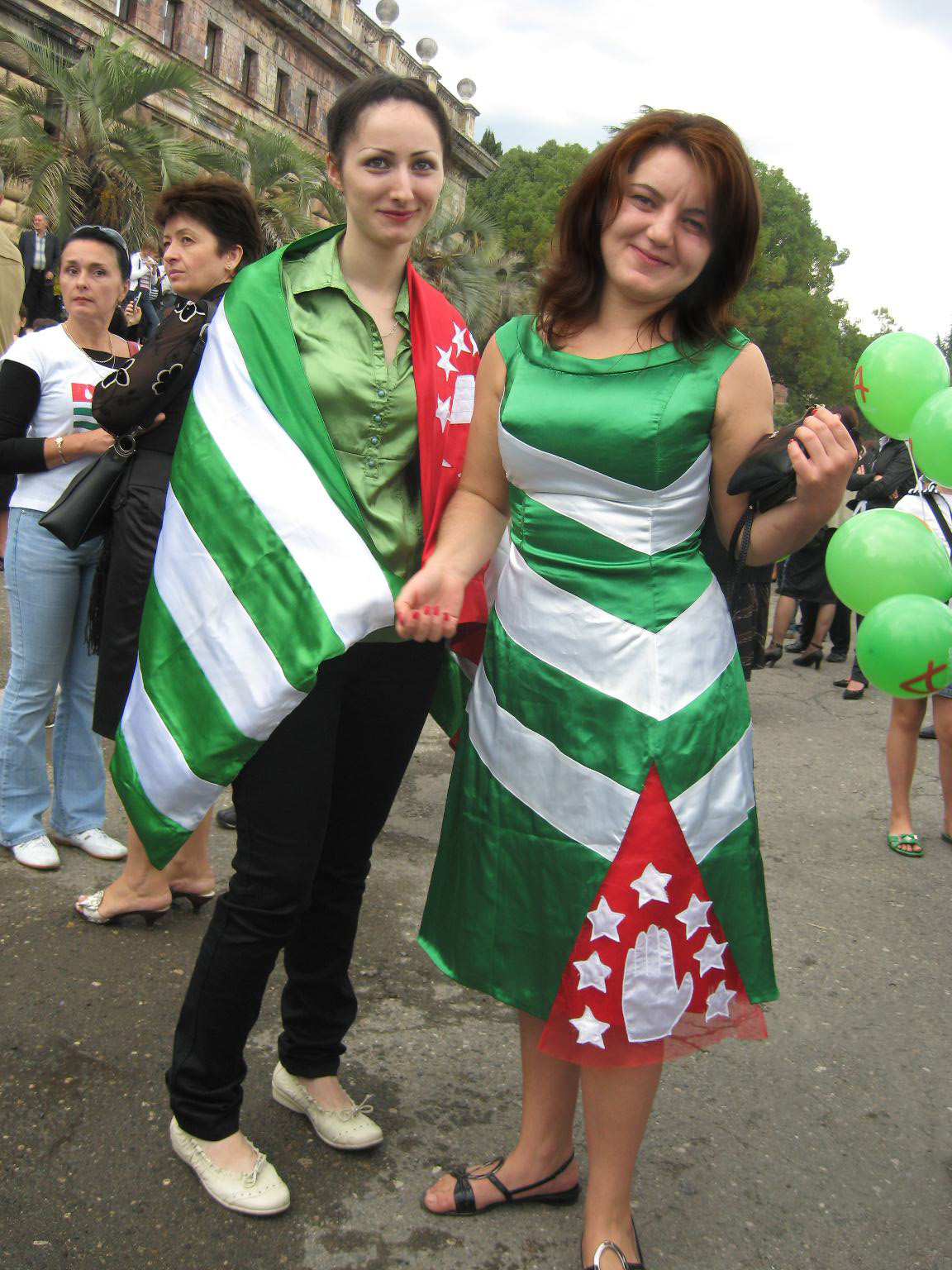
Áo choàng cờ Abkhazia
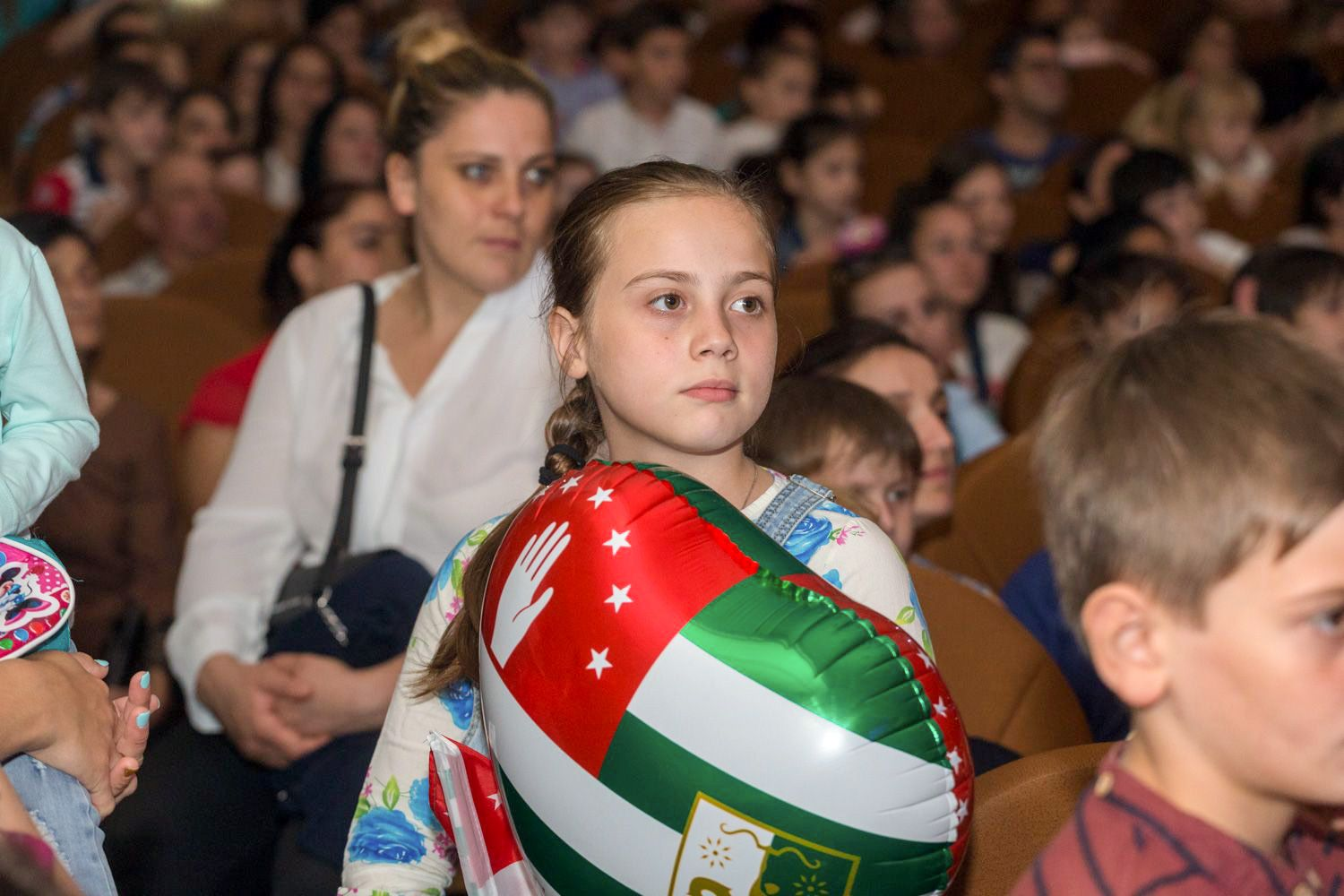
Quả bóng bay hình trái tim với lá cờ Abkhazia